# Альсейка, Даниэлюс
Даниэлюс Альсейка (лит. Danielius Alseika, пол. Daniel Olsejko, 1 января 1881, Urviai, Скуодасское районное самоуправление — 9 мая 1936, Вильно, Виленское воеводство) — литовский врач и общественный деятель. Отец археолога Марии Гимбутас. 
Альсейка родился в семье литовских крестьян и стал активно участвовать в культурной жизни Литвы, ещё будучи учеником средней школы. Он участвовал в контрабанде запрещённых литовских изданий, организовывал протесты во время русской революции 1905 года, был одним из соучредителей Крестьянского союза. 
Окончил Юрьевский университет по специальности врач. Во время Первой мировой войны он был призван в Русскую императорскую армию и работал врачом в различных военных госпиталях. Он основал Литовское общество санитарной помощи, которое дёшево приобрело инвентарь военного госпиталя и перевезло его в Вильнюс, где в 1918 году был основан новый литовский госпиталь. Альсейка был директором больницы до 1933 года и председателем общества до своей смерти. В 1931 году Альсейка приобрёл рентгеновский аппарат, не имевший должной защиты. Он умер от синдрома хронической радиации в 1936 году.
Альсейка жил и работал в Вильнюсе, который был предметом ожесточённых споров между межвоенной Литвой и Второй Польской республикой. Он активно защищал права литовцев в Виленской области и был председателем Временного комитета виленских литовцев в 1923–1928 годах. Он также основал и редактировал литовские периодические издания Vilniaus šviesa («Вильнюсский свет») и Vilniaus žodis («Вильнюсское слово»).

## Биография

### Ранние годы и образование
Альсейка родился в Бружае недалеко от Скуодаса на территории современной северной Литвы. Он был младшим из пяти братьев; одним из них был католический священник Альбинас Альсейка. Его единственная сестра умерла молодой. После начальной школы в Скуодасе он поступил в Митавскую гимназию. Там он был членом секретной группы литовских студентов под руководством будущего писателя Йонаса Билюнаса. Альсейка оказался замешан в контрабанде запрещённых литовских изданий. Он также публиковал статьи в литовских периодических изданиях «Укининкас» и «Варпас». Из-за такой пролитовской деятельности Альсейка был исключён из гимназии, но сумел закончить образование в Мариямпольской гимназии в 1903 году. 
В 1903 году поступил в Варшавский университет на инженерное дело. За участие в студенческой забастовке в 1905 году его исключили. Во время русской революции 1905 года он организовывал протесты среди крестьян и рабочих возле Вильнюса, Тракая, Швенчёниса, агитируя их к забастовкам и сопротивлению царским властям. Он участвовал в работе Великого Вильнюсского сейма и был одним из соучредителей Крестьянского союза. Затем продолжил изучать медицину в Юрьевском университете. В университете он продолжал заниматься литовской деятельностью и руководил обществом литовских студентов. Он также публиковал статьи в литовских периодических изданиях, в том числе в Lietuvos ūkininkas, Vilniaus žinios, Lietuvos žinios. Окончил университет по специальности оториноларингология (ухо-горло-нос) и переехал работать в Укмерге.

### Медицинская карьера

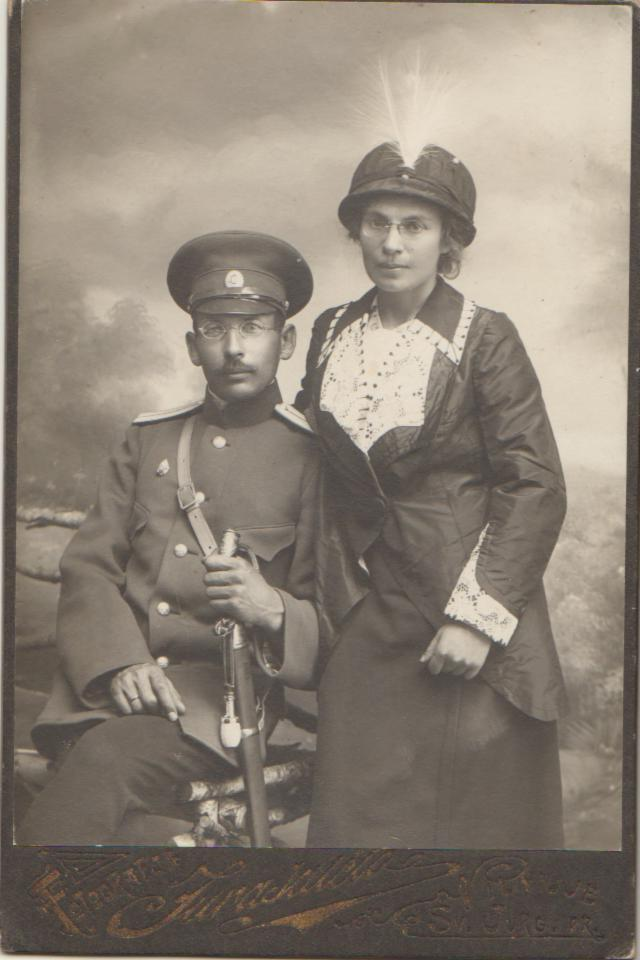
Альсейка с женой Вероникой в 1915 году

В 1913 году Альсейка переехал в Вену, чтобы продолжить обучение на медицинских курсах. После начала Первой мировой войны ему удалось вернуться в Российскую империю и он был призван в Русскую императорскую армию. Работал врачом в Даугавпилсе, Петрограде и других местах. Он был заведующим военным госпиталем в Минске, когда немцы оккупировали город в начале 1918 года. Вскоре после этого он основал Литовское общество санитарной помощи. Общество лечило и вакцинировало беженцев от войны, возвращающихся через Минск в Литву. Тех, кто мог себе это позволить, просили оплатить лечение. Затем общество использовало средства для приобретения оборудования и другого инвентаря военного госпиталя и в июле 1918 года перевезло его в Вильнюс. Новая больница была открыта в ноябре 1918 года и продолжала работать до 1941 года. Альсейка был директором больницы до 1933 года и председателем общества до своей смерти в 1936 году. 
В 1919–1921 годах Альсейка работал городским и уездным врачом Вильнюса. На этой должности ему пришлось бороться со вспышкой холеры. В своей статье, опубликованной в Medicina, Альсейка описал, как он сдержал вспышку, в результате которой заразились 70 человек, из которых 28 умерли, в августе — октябре 1921 года. Он также опубликовал две брошюры о медицинских изобретениях (1932 год) и профилактике туберкулёза (1936 год). 
В 1931 году Альсейка заинтересовался рентгеном и приобрёл аппарат в США. Однако у него не было надлежащей защиты, и он начал страдать от хронического лучевого синдрома. В последние два года своей жизни он отошёл от общественной жизни Литвы и посвятил свою энергию рентгенографии, надеясь поехать в Австрию, чтобы улучшить свои навыки. Он был госпитализирован в больницу Литовского общества санитарной помощи 1 мая 1936 года и умер 9 мая. Прощание с умершим прошло в той же больнице, а богослужение — в храме Святителя Николая. Альсейку похоронили на кладбище Сауле в Антакальнисе.

### Литовская общественная деятельность

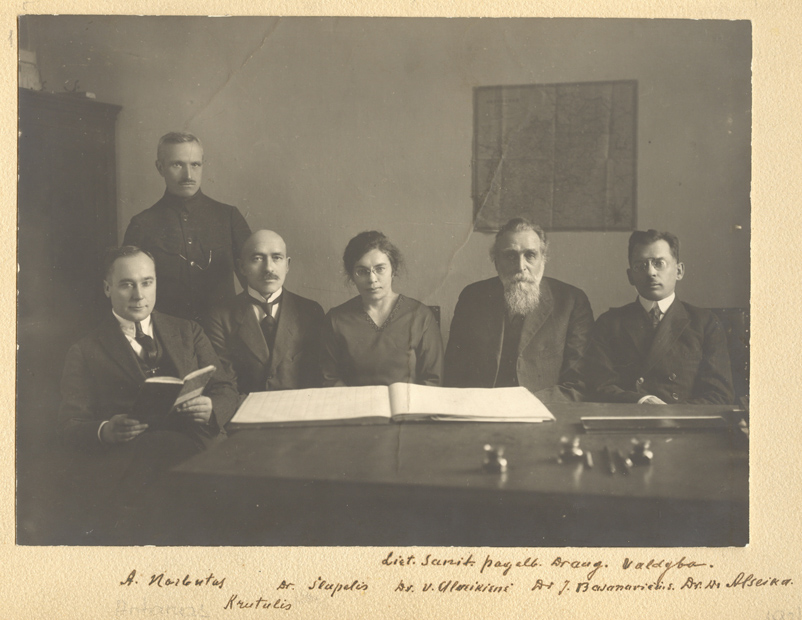
Руководство Литовского общества санитарной помощи (Альсейка справа). Начало 1920-х годов

Помимо медицинской карьеры, Альсейка также принимал активное участие в культурной жизни Литвы. 5 декабря 1918 года он как представитель Литовского народного крестьянского союза был кооптирован Государственным Советом Литвы. Однако он ушёл менее чем через месяц, когда совет эвакуировался в Каунас в начале литовско-советской войны. В течение десяти месяцев в 1920–1921 годах он совершил поездку по различным общинам американцев литовского происхождения, собирая средства для вновь созданной издательской компании «Варпас», а также для помощи литовцам в Виленском крае. После возвращения он отошёл от политической и партийной работы, посвятив свою энергию делам литовцев Вильнюсского края.
Альсейка был одним из соучредителей Временного комитета виленских литовцев и был его председателем в 1923–1928 годах. Комитет функционировал как неофициальное представительство Литвы. Он оказывал юридическую помощь жителям, выступал за права литовцев в судах и международных организациях, финансировал литовское образование, периодические издания и культурные мероприятия. Альсейка стремился к союзу с другими этническими меньшинствами в Польше (белорусами, украинцами, евреями). С этой целью в Варшаве был создан комитет, который в 1927 году издавал четырёхъязычный журнал «Natio». Альсейка был одним из редакторов журнала «Natio». Он ушёл в отставку после конфликта по поводу участия Литвы в выборах в законодательные органы Польши 1928 года: литовцы хотели бойкотировать выборы, а Альсейка выступал за участие в них.
Альсейка был первым председателем Общества культуры в 1929–1934 годах. Это общество управляло четырьмя литовскими начальными школами и имело 50 местных отделений, которые организовывали литовские культурные мероприятия. Он также был активным членом Литовского научного общества и некоторое время исполнял обязанности его председателя после смерти Йонаса Басанавичюса в феврале 1927 года. Альсейка заботился о Басанавичюсе в последние годы его жизни.
В 1928 году Альсейка основал, издавал и редактировал литовский журнал «Vilniaus šviesa». Журнал был посвящён науке и литературе и ориентирован на молодёжь. Это было ежемесячное издание, выходившее нерегулярно, которое было прекращено в октябре 1929 года и заменено «Vilniaus žodis». Альсейка был его редактором до 1931 года. Он также опубликовал книги о литовских национальных устремлениях (Lietuvių tautinė idėja istorijos šviesoje в 1924 году) и положении литовцев в Вильнюсском крае (Vilniaus kraštolietuvių gyvenimas 1919–34 в 1935 году), а также две исторические книги о Великом князе Витовте (в 1924 и 1927).
Из-за своей деятельности в Литве Альсейка подвергался преследованиям со стороны польских властей. Например, в 1922 году он был ненадолго арестован и заключен в Лукишкскую тюрьму. Власти хотели депортировать Альсейку и его жену в мае 1924 года, но этого удалось избежать после жалобы в Лигу прав человека в Париже. Весной 1927 года польское правительство снова попыталось депортировать Альсейку, но вмешался Генеральный секретарь Лиги Наций.

## Личная жизнь
В 1910 году Альсейка женился на коллеге-враче Веронике Янулайтите, специализировавшейся на офтальмологии. У них было двое детей: сын Витаутас Казимерас Альсейка (1912–2002) и дочь Мария Гимбутас (1921–1994). Пара рассталась в 1931 году, когда Вероника с детьми переехала в Каунас, чтобы дети могли учиться в литовском университете.